# Циленшек, Иоганн
Иога́нн Ци́леншек (нем. Johann Cilenšek; 4 декабря 1913[…], Гросдубрау, Баутцен — 18 декабря 1998, Эрфурт) — немецкий композитор, пианист, органист и педагог. Член Академии искусств ГДР и Словенской академии наук и искусств.

## Биография
Учился в Лейпцигской консерватории у Иоганна Непомука Давида. С 1947 года профессор Веймарской Высшей школы музыки (в 1966—1972 годы — ректор).

## Сочинения
- симфония № 1 (1954)
- симфония № 2 «Похоронная» (1956)
- симфония № 3 (1957)
- симфония № 4 для струнного оркестра (1958)
- симфония № 5 «Концертная» (1959)
- симфониетта для большого оркестра с хором (1963)
- концерты для инструментов с оркестром
- камерно-инструментальные ансамбли
- песни

## Награды
- 1955 — Национальная премия ГДР
- 1970 — Национальная премия ГДР